# Veľký Slavkov
Veľký Slavkov (Hongaars: Nagyszalók, Duits: Großschlagendorf) is een Slowaakse gemeente in de regio Prešov, en maakt deel uit van het district Poprad.
Veľký Slavkov telt 1.265 inwoners.